# Bancak (Gunungwungkal)
Bancak is een bestuurslaag in het regentschap Pati van de provincie Midden-Java, Indonesië. Bancak telt 1702 inwoners (volkstelling 2010).